# (2096) Väinö
(2096) Väinö – planetoida z grupy pasa głównego asteroid okrążająca Słońce w ciągu 3 lat i 300 dni w średniej odległości 2,44 au. Została odkryta 18 października 1939 roku w Obserwatorium Iso-Heikkilä w Turku przez Yrjö Väisälä. Nazwa planetoidy pochodzi od Väinämöinena, głównego bohatera Kalevali w mitologii fińskiej. Przed nadaniem nazwy planetoida nosiła oznaczenie tymczasowe (2096) 1939 UC.